# Queen Sugar
Queen Sugar è una serie televisiva statunitense creata e prodotta da Ava DuVernay, con Oprah Winfrey in veste di produttrice esecutivo, e basata sul romanzo omonimo di Natalie Baszile.
La serie, che va in onda su Oprah Winfrey Network (OWN) e dal 6 settembre 2016, è la prima ad essere diretta da sole registe donne. I critici hanno evidenziato che il cast per lo più di colore della serie non preclude trame che affrontano questioni universali come la cultura, la classe sociale e problemi gender. I temi principali della serie so vanno di pari passo con gli episodi sulla profilazione razziale, l'ereditarietà degli schiavi come merce ed altre questioni relative agli afro-americani.

## Trama
La serie segue la vita della famiglia Borderlon. Le due sorelle sono Nova Bordelon, una formidabile giornalista e attivista di New Orleans, e Charley Bordelon, una moglie e una madre lavoratrice, che, con il figlio adolescente Micah, lascia la casa di lusso a Los Angeles e si trasferisce nel cuore della Louisiana per rivendicare l'eredità dal padre scomparso da poco; una fattoria di canna da zucchero di 800 acri. Il loro fratello, Ralph Angel Bordelon, è invece un genitore single che lotta con la disoccupazione e alleva suo figlio da solo dopo la morte del padre.

## Personaggi ed interpreti

### Principali
- Nova Bordelon, interpretata da Rutina Wesley, la figlia maggiore dei Bordelon, giornalista, attivista e curatrice tramite erbe
- Charlotte "Charley" Bordelon West, interpretata da Dawn-Lyen Gardner, la secondogenita dei Bordelon - sorellastra di Nova e Ralph Angel, allenatrice, madre di Micah ed ex moglie di Davis
- Ralph Angel Bordelon, interpretato da Kofi Siriboe, figlio minore dei Bordelon, il fratello che cerca di migliorare dopo essere stato recentemente scarcerato dalla prigione
- Violet Bordelon, interpretata da Tina Lifford, sorella minore di Ernest, zia dei Bordelon e fidanzata di Hollywood
- Hollingsworth "Hollywood" Desonier, interpretato da Omar Dorsey, il fidanzato più giovane di Violet, lavora su una piattaforma petrolifera, ed amico della famiglia Bordelon
- Remy Newell, interpretato da Dondre Whitfield, uno specialista nell'irrigazione, amico e confidente di Ernest che inizia a dare una mano ai figli di Ernest e presto diventa l'interesse amoroso di Charley
- Darla, interpretata da Bianca Lawson, l'ex fidanzata di Ralph Angel e madre di Blue, cerca di riconnettersi con entrambi, mentre è in recupero da una tossicodipendenza
- Micah West, interpretato da Nicholas L. Ashe, il figlio adolescente di Charley e Davis
- Blue Bordelon, interpretato da Ethan Hutchison, figlio di 6 anni di Ralph Angel e Darla
- Prosper Denton, interpretato da Henry G. Sanders, vecchio amico di Ernest e contadino (stagione 3; ricorrente stagioni 1-2)

## Produzione
Nell'agosto 2018, OWN ha rinnovato la serie per una quarta stagione.